# Robert Malcolm Errington
Robert Malcolm Errington (* 5. Juli 1939 in Howdon-on-Tyne) ist ein britischer Althistoriker und Epigraphiker.
R. Malcolm Errington ist der Sohn eines Lehrers und studierte von 1958 bis 1963 Classics an der University of Durham. 1961 folgte der B.A. 1966 promovierte er in Alter Geschichte in Durham. Errington war von 1966 bis 1973 Lecturer und Reader an der Queen’s University Belfast. Von 1973 bis zu seiner Emeritierung im Jahr 2004 lehrte er Alte Geschichte an der Philipps-Universität Marburg.
Errington beschäftigt sich mit der Struktur der griechischen Staaten, der politischen Geschichte Griechenlands, der politischen Geschichte Makedoniens, der hellenistischen Welt, der römischen Expansion, den römisch-griechischen Beziehungen vor und während des Römischen Reiches, römischer Rechtsgeschichte, der christlichen Spätantike und den Beziehungen zwischen der ost- und weströmischen Reichshälfte.
Errington ist ordentliches Mitglied des Deutschen Archäologischen Instituts. Von 2001 bis 2007 war er Projektleiter der Inscriptiones Graecae. Zu Erringtons akademischen Schülern zählen Hans-Ulrich Wiemer, Hartmut Leppin und Sebastian Schmidt-Hofner.

## Schriften (Auswahl)
- Philopoemen. Clarendon Press, Oxford 1969, ISBN 0-19-814270-6 (Zugleich: Durham, Univ., Diss., 1966).
- The Dawn of Empire. Rome’s Rise to World Power. Cornell University Press, Ithaca 1972, ISBN 978-0-801-49128-3.
- Geschichte Makedoniens. Von den Anfängen bis zum Untergang des Königreiches. Beck, München 1986, ISBN 3-406-31412-0.
- Roman Imperial Policy from Julian to Theodosius. Studies in the History of Greece and Rome. University of North Carolina Press, Chapel Hill 2006, ISBN 0-8078-3038-0.
- A History of the Hellenistic World. 323–30 BC (= Blackwell History of the Ancient World). Blackwell, Malden MA u. a. 2008, ISBN 978-0-631-23387-9.
- Staatsverträge des Altertums. Band IV: Die Verträge der griechisch-römischen Welt von ca. 200 v.Chr. bis zum Beginn der Kaiserzeit. Beck, München 2020, ISBN 978-3-406-02696-6.